# Gerald Asamoah
Gerald Asamoah (sinh ngày 3 tháng 19 năm 1978 ở Mampong, Ghana) là một cựu cầu thủ bóng đá người Đức sinh ở Ghana.

## Sự nghiệp bóng đá
Sinh ở Ghana, Asamoah và gia đình chuyển tới Đức năm 1990. Đầu tiên anh chơi cho Hannover 96 trước khi chuyển về Schalke năm 1999.
Asamoah có trận ra mắt cho đội tuyển Đức vào năm 2001 gặp Slovakia, khiến anh trở thành cầu thủ da đen đầu tiên chơi cho đội tuyển (tuy nhiên, Erwin Kostedde và Jimmy Hartwig, hai tuyển thủ trước đó, có một bố hoặc một mẹ da trắng). Anh ghi bàn đầu tiên, và được tham dự World Cup 2002 và World Cup 2006.

## Đời sống riêng tư
- Asamoah đã lập gia đình và có hai con sinh đôi: Jada và Jaden sinh ngày 26 tháng 2 năm 2007.
- Anh có bị bệnh tim.
- Anh trai Gerald là Lewis từng chơi cho 1. FC Wülfrath và cháu anh Emmanuel chơi cho đội U17 FC St. Pauli.

## Danh hiệu
- Schalke 04:
  - Cúp bóng đá Đức 2001, 2002
  - German League Cup 2005
  - UEFA Intertoto Cup 2003, 2004
- Đức:
  - 2002 FIFA World Cup Về nhì
  - Cúp Liên đoàn các châu lục 2005 Huy chương đồng
  - 2006 FIFA World Cup Huy chương đồng